# Roberto Genuin
Roberto Genuin (* 20. September 1961 in Falcade) ist ein italienischer Ordenspriester und seit 2018 Generalminister der Kapuziner.
Roberto Genuin wurde als Sohn von Antonio Genuin und Valeria Adami in eine kinderreiche Familie geboren und wuchs in der Provinz Belluno auf. Mit elf Jahren trat er 1972 ins Seraphische Knabenseminar der Kapuziner in Castelmonte (Provinz Udine) ein. Am 3. Oktober 1980 wurde er als Novize des Kapuzinerordens aufgenommen und legte am 30. Juni 1985 seine Ewigen Gelübde ab. Er studierte Katholische Theologie an den Ordenshochschulen „Laurentianum“ in Venedig und „Antonianum“ in Rom und wurde am 27. Juni 1987 in der Pfarrkirche seines Geburtsortes von Bischof Maffeo Ducoli von Belluno-Feltre zum Priester geweiht. Nach seiner Priesterweihe wurde er Direktor des Seraphischen Knabenseminars, an dem er bereits vorher als Ordensausbilder tätig gewesen war.
Von 1991 bis 1996 forschte er am Internationalen Kolleg des Kapuzinerordens in Rom und erlangte an der Päpstlichen Lateranuniversität den Doktor beider Rechte mit einer Forschungsarbeit zu einem verfahrensrechtlichen Thema. Nach Abschluss des Studiums in Rom wurde er zum Guardian des Kapuzinerkonvents in Venedig ernannt und zugleich Vizerektor und Dozent für Kanonisches Recht am angegliederten „Laurentianum“, der Theologenausbildungsstätte seines Ordens, wo er bis 2008 lehrte. Er wurde 1999 zum Provinzvikar gewählt und an die Provinzkurie in Mestre versetzt. Genuin nahm als Delegierter seiner Ordensprovinz an den Generalkapiteln von 2006 und 2012 teil.
Von 2008 bis 2014 war er für zwei aufeinanderfolgende Wahlperioden Provinzialminister der Ordensprovinz Friaul-Julisch Venetien. Im Jahr 2014 wurde er von der Generalleitung des Ordens zum ersten Provinzialminister der neuen Kapuzinerprovinz „Santa Croce“ in Venetien ernannt, die aus der Vereinigung der Provinzen Trentino und Friaul-Julisch Venetien entstanden war. Als Provinzial befasste er sich unter anderem mit der personellen Unterstützung der Provinzdelegationen (Filialgründungen) der Kapuziner in Griechenland und Ungarn sowie der Klostergründungen in Georgien, der Schweiz und im französischen Clermont-Ferrand. Im Jahr 2017 wurde er zum Guardian (Leiter) des Kapuzinerklosters in Rovereto bestimmt.
Roberto Genuin war während seiner Amtszeit als Provinzial Mitglied der Leitungskommission des ordensinternen „Projekts Europa“ und als Ordensrechtler an der Überarbeitung des juristischen Fußnotenapparats der Konstitutionen des Kapuzinerordens beteiligt. Er war Mitglied des Vorbereitungsausschusses für das Generalkapitel 2018, auf dem er zum Generalminister gewählt wurde.
Am 3. September 2018 wählte ihn das Generalkapitel der Kapuziner im Internationalen Kolleg des Kapuzinerordens „San Lorenzo da Brindisi“ in Rom für sechs Jahre zum Generalminister. Die Schwerpunkte der Amtszeit liegen in der Umsetzung des 2018 beschlossenen neuen Ausbildungskonzepts und in der Bewältigung der vor allem in Europa starken Überalterung des Ordens. Infolge der COVID-19-Pandemie waren die regelmäßigen Visitationen der Kapuzinergemeinschaften weltweit, die zu den wichtigsten Aufgaben der Generalleitung gehören, ab 2020 nicht mehr möglich, was die Arbeit der Ordensleitung vor schwierige Herausforderungen stellte. Während der Pandemie erkrankten zahlreiche Kapuziner an COVID, etwa 100 starben.

## Interview
- Tarcisio Mascia: Interview mit Bruder Roberto Genuin. In: ofmcap.org. 2. Februar 2022, abgerufen am 6. Dezember 2022. (Verschriftlichung eines Videointerviews)